# مكسيم تاراسكوني
مكسيم تاراسكوني (بالفرنسية: Maxime Tarasconi)‏ (6 أبريل 1990 بفرنسا - ) هو لاعب كرة قدم فرنسي في مركز الوسط. لعب مع نادي إستر.

## وصلات خارجية
- مكسيم تاراسكوني على موقع رابطة كرة القدم الفرنسية للمحترفين (الإنجليزية)
- مكسيم تاراسكوني على موقع قاعدة بيانات كرة القدم.إي يو (الإنجليزية)
- مكسيم تاراسكوني على موقع Soccerway.com (الإنجليزية)